# Wilhelm Govenius
Henrik Wilhelm Christian Govenius, född 29 januari 1825 i Sala, död 23 mars 1903 i Stockholm, var en svensk affärsman.
Wilhelm Govenius var son till expeditionskronofogden och jägmästaren Lars Gustaf Govenius och Elsa Roos af Hjelmsäter. Han blev faderlös vid fyra års ålder och måste tidigt försörja sig själv. Govenius sattes i lära inom handel i Stockholm och arbetade sedan i Norrtälje, där han inom en kort tid blev sin egen, varefter han i många år drev en lanthandel på Väddö. 1867 köpte han Ortala bruk, som han sedan innehade i drygt 30 år. Försiktig och skicklig i sina affärer grundade Govenius med tiden en betydande förmögenhet. På äldre dagar flyttade Govenius till Stockholm, där han tog initiativet till att bilda Pantaktiebolaget Stockholms privatassistans, där han var vice ordförande från grundandet 1891 fram till sin död. Sin förmögenhet donerade Govenius till välgörande ändamål. Genom hans testamente 1903 tillkom Stiftelsen Wilhelm Govenii Minne.